# Fourcès
Fourcès (Forcés en gascon) est une commune française située dans le département du Gers en région Occitanie. Sur le plan historique et culturel, la commune est dans le Condomois, une ancienne circonscription de la province de Gascogne ayant titre de comté.
Exposée à un climat océanique altéré, elle est drainée par l'Auzoue, le ruisseau de Larluzen, le ruisseau de Répassat et par divers autres petits cours d'eau. La commune possède un patrimoine naturel remarquable composé d'une zone naturelle d'intérêt écologique, faunistique et floristique.
Fourcès est une commune rurale qui compte 261 habitants en 2022, après avoir connu un pic de population de 1 102 habitants en 1831.  Elle fait partie de l'aire d'attraction de Condom. Ses habitants sont appelés les Fourcésiens ou  Fourcésiennes.
Le patrimoine architectural de la commune comprend un immeuble protégé au titre des monuments historiques : la porte de ville, inscrite en 1937.

## Géographie

### Localisation
La commune est limitrophe du département de Lot-et-Garonne.

### Communes limitrophes
Les communes limitrophes sont Lannes, Mézin, Larroque-sur-l'Osse, Poudenas et Montréal.
| Poudenas (Lot-et-Garonne) | Mézin (Lot-et-Garonne) | Lannes (Lot-et-Garonne) |
|                           | Fourcès                | Larroque-sur-l'Osse     |
|                           | Montréal               |                         |

### Géologie et relief
Fourcès se situe en zone de sismicité 1 (sismicité très faible).

### Hameaux et lieux-dits
Le village de Fourcès figure parmi les Plus Beaux Villages de France. Ayant d'abord été un castelnau, Fourcès a la particularité d'être la seule bastide au plan circulaire du Gers.

### Hydrographie

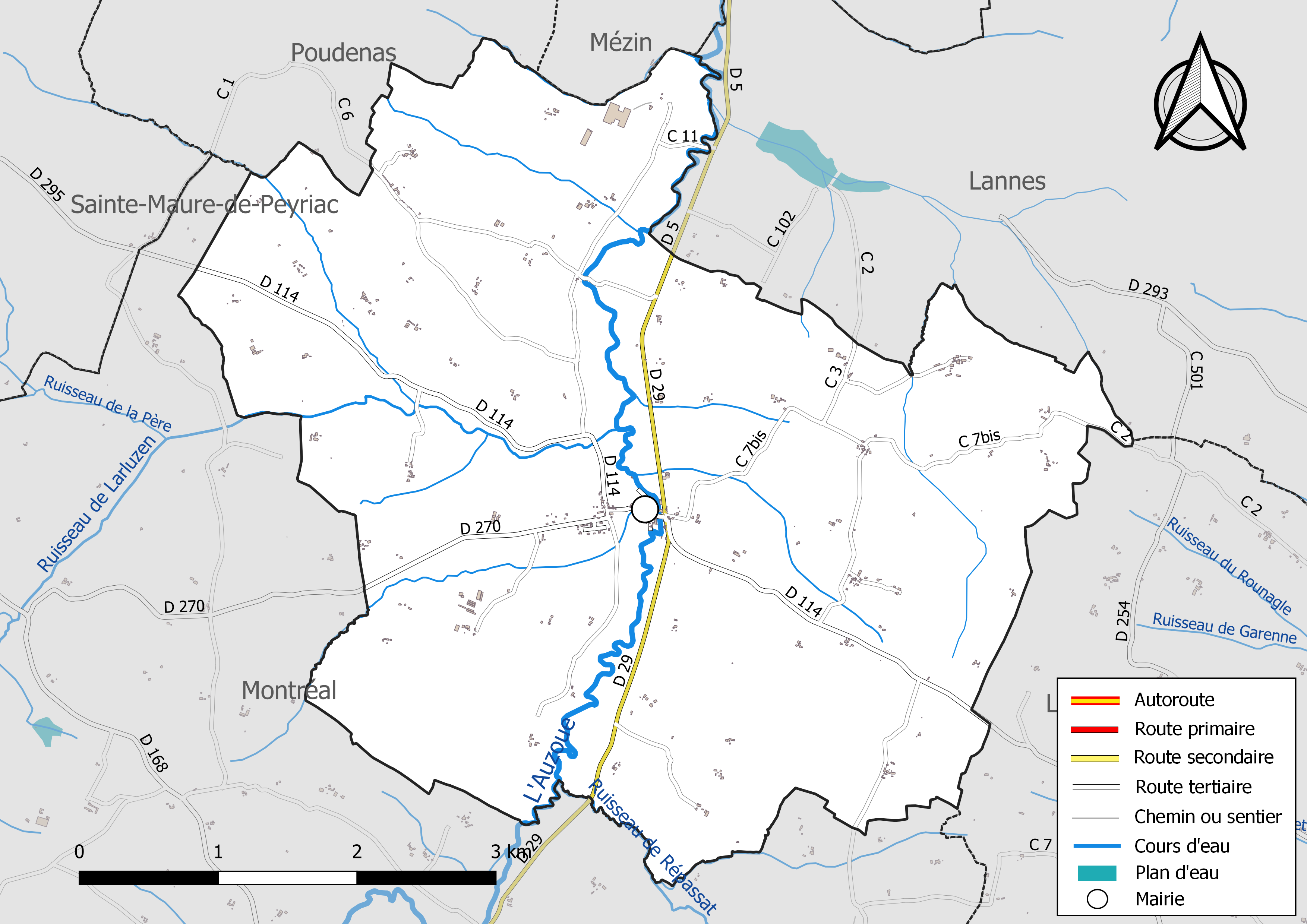
Réseaux hydrographique et routier de Fourcès.

La commune est dans le bassin de la Garonne, au sein du bassin hydrographique Adour-Garonne. Elle est drainée par l'Auzoue, le ruisseau de Larluzen, le ruisseau de Répassat et par divers petits cours d'eau, qui constituent un réseau hydrographique de 23 km de longueur totale,.
L'Auzoue, d'une longueur totale de 74,3 km, prend sa source dans la commune de Mascaras et s'écoule vers le nord. Il traverse la commune et se jette dans la Gélise à Réaup-Lisse, après avoir traversé 19 communes.

### Climat
Pour des articles plus généraux, voir Climat de l'Occitanie et Climat du Gers.
En 2010, le climat de la commune est de type climat du Bassin du Sud-Ouest, selon une étude s'appuyant sur une série de données couvrant la période 1971-2000. En 2020, Météo-France publie une typologie des climats de la France métropolitaine dans laquelle la commune est exposée à un climat océanique altéré et est dans la région climatique Aquitaine, Gascogne, caractérisée par une pluviométrie abondante au printemps, modérée en automne, un faible ensoleillement au printemps, un été chaud (19,5 °C), des vents faibles, des brouillards fréquents en automne et en hiver et des orages fréquents en été (15 à 20 jours).
Pour la période 1971-2000, la température annuelle moyenne est de 13,2 °C, avec une amplitude thermique annuelle de 15,5 °C. Le cumul annuel moyen de précipitations est de 808 mm, avec 10,8 jours de précipitations en janvier et 6,3 jours en juillet. Pour la période 1991-2020, la température moyenne annuelle observée sur la station météorologique la plus proche, située sur la commune de Réaup-Lisse à 11 km à vol d'oiseau, est de 13,8 °C et le cumul annuel moyen de précipitations est de 858,3 mm,. Pour l'avenir, les paramètres climatiques de la commune estimés pour 2050 selon différents scénarios d’émission de gaz à effet de serre sont consultables sur un site dédié publié par Météo-France en novembre 2022.

### Milieux naturels et biodiversité

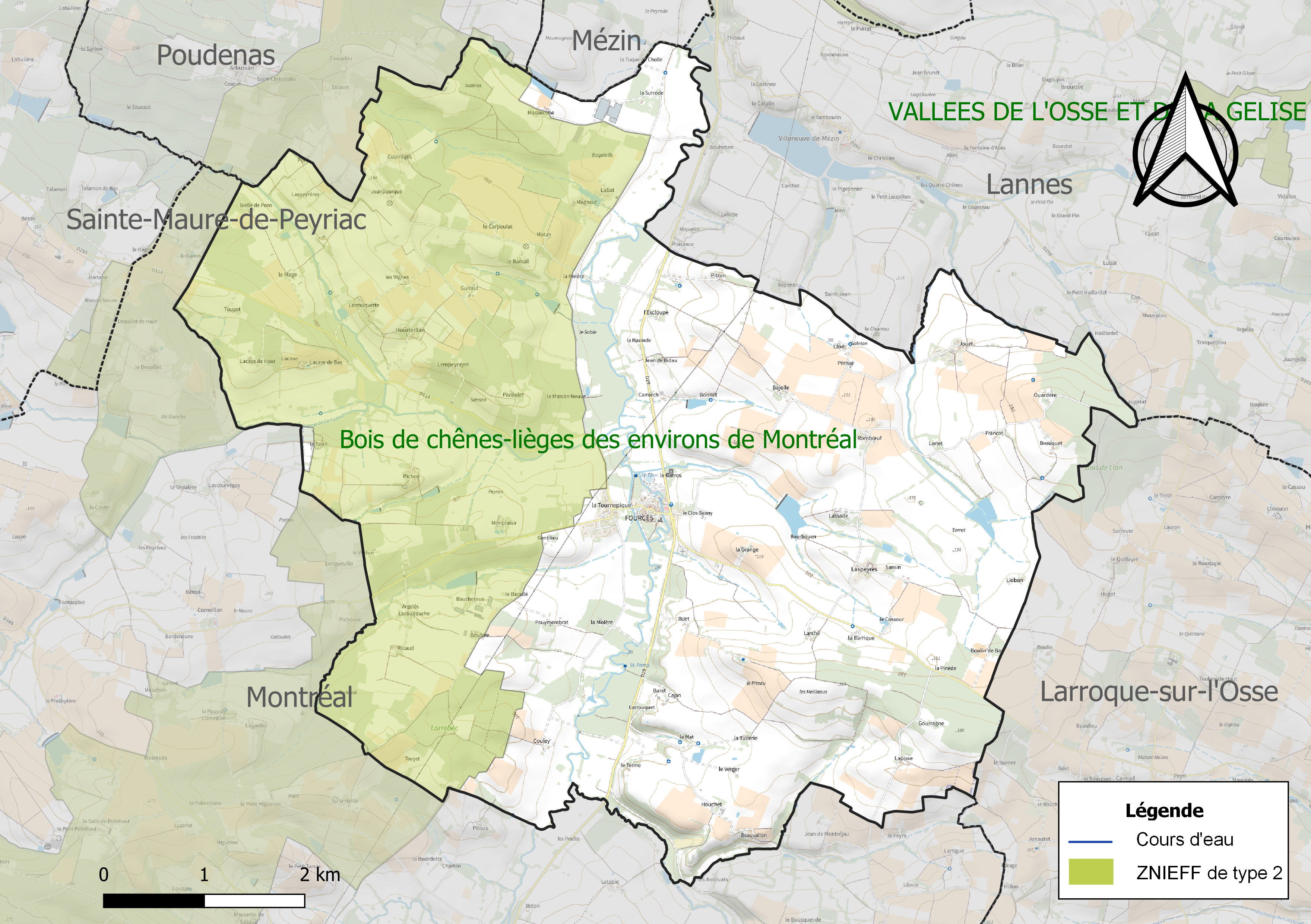
Carte de la ZNIEFF de type 2 localisée sur la commune.

L’inventaire des zones naturelles d'intérêt écologique, faunistique et floristique (ZNIEFF) a pour objectif de réaliser une couverture des zones les plus intéressantes sur le plan écologique, essentiellement dans la perspective d’améliorer la connaissance du patrimoine naturel national et de fournir aux différents décideurs un outil d’aide à la prise en compte de l’environnement dans l’aménagement du territoire.
Une ZNIEFF de type 2 est recensée sur la commune :
le « bois de chênes-lièges des environs de Montréal » (2 865 ha), couvrant 6 communes dont trois dans le Gers et trois en Lot-et-Garonne.

## Urbanisme

### Typologie
Au 1er janvier 2024, Fourcès est catégorisée commune rurale à habitat très dispersé, selon la nouvelle grille communale de densité à sept niveaux définie par l'Insee en 2022.
Elle est située hors unité urbaine. Par ailleurs la commune fait partie de l'aire d'attraction de Condom, dont elle est une commune de la couronne,. Cette aire, qui regroupe 23 communes, est catégorisée dans les aires de moins de 50 000 habitants,.

### Occupation des sols
L'occupation des sols de la commune, telle qu'elle ressort de la base de données européenne d’occupation biophysique des sols Corine Land Cover (CLC), est marquée par l'importance des territoires agricoles (86,9 % en 2018), une proportion identique à celle de 1990 (86,9 %). La répartition détaillée en 2018 est la suivante : 
terres arables (47 %), zones agricoles hétérogènes (17,1 %), cultures permanentes (14,9 %), forêts (13,1 %), prairies (7,9 %). L'évolution de l’occupation des sols de la commune et de ses infrastructures peut être observée sur les différentes représentations cartographiques du territoire : la carte de Cassini (XVIIIe siècle), la carte d'état-major (1820-1866) et les cartes ou photos aériennes de l'IGN pour la période actuelle (1950 à aujourd'hui).

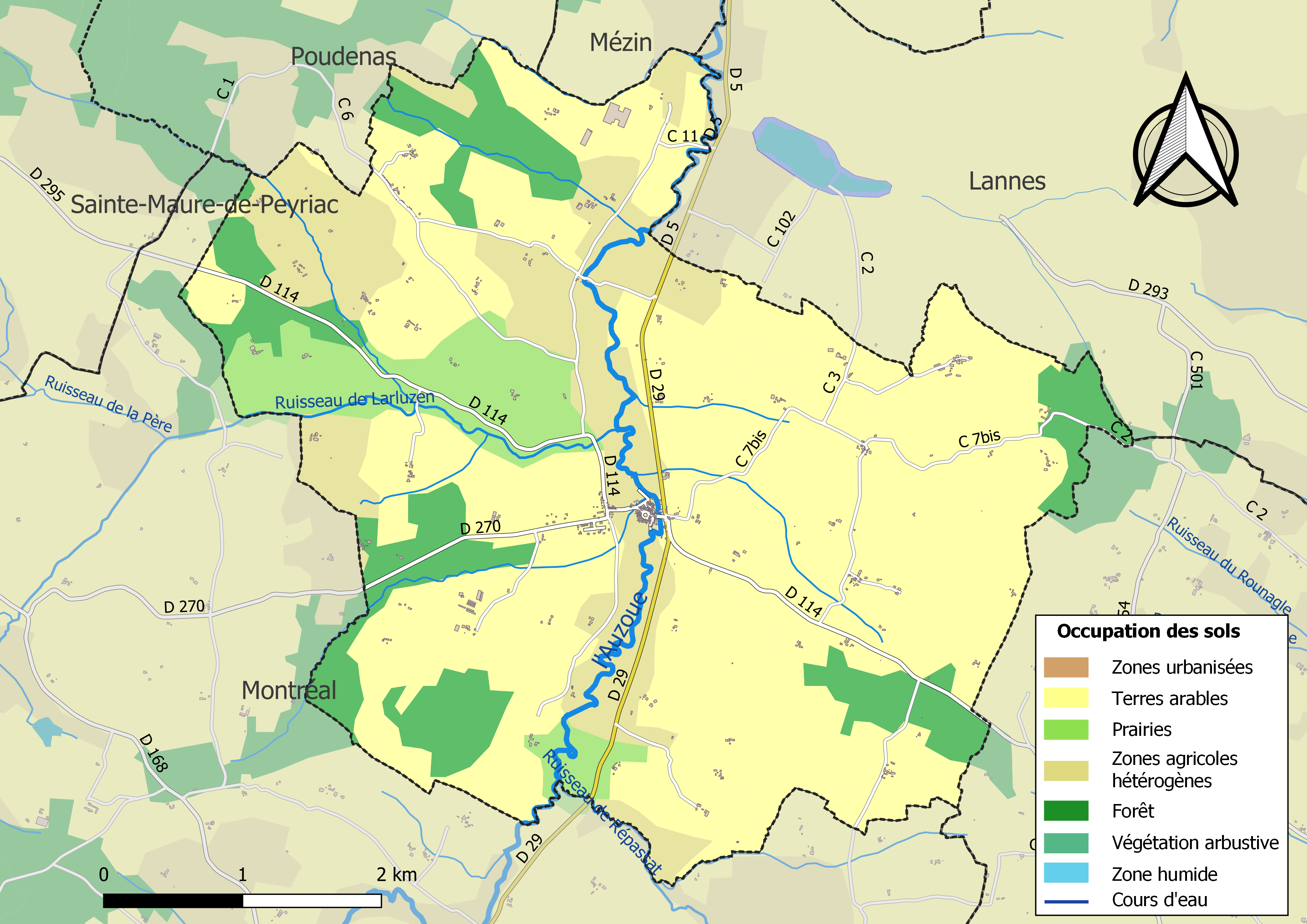
Carte des infrastructures et de l'occupation des sols de la commune en 2018 (CLC).

### Risques majeurs
Le territoire de la commune de Fourcès est vulnérable à différents aléas naturels : météorologiques (tempête, orage, neige, grand froid, canicule ou sécheresse) et séisme (sismicité très faible). Un site publié par le BRGM permet d'évaluer simplement et rapidement les risques d'un bien localisé soit par son adresse soit par le numéro de sa parcelle.

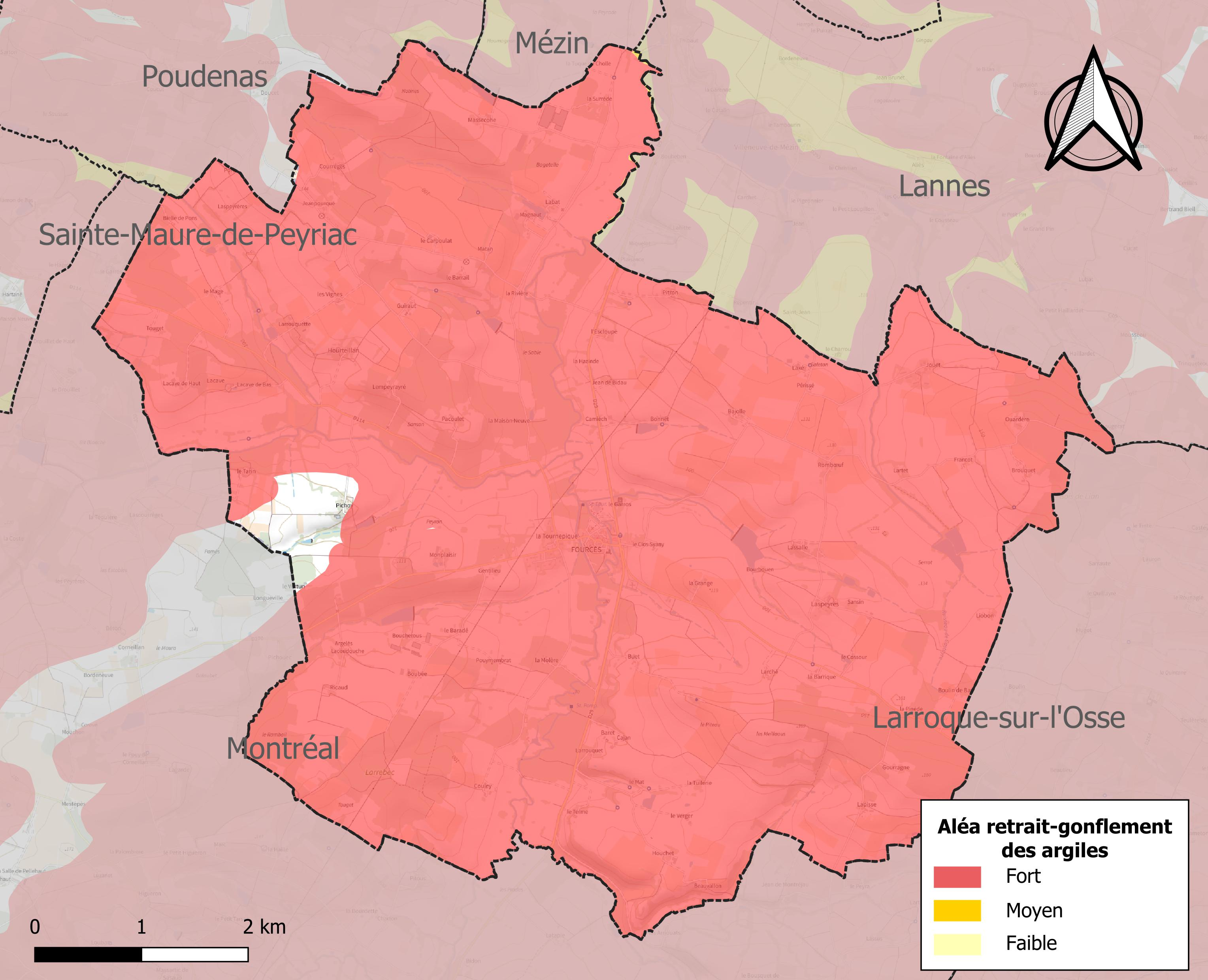
Carte des zones d'aléa retrait-gonflement des sols argileux de Fourcès.

Le retrait-gonflement des sols argileux est susceptible d'engendrer des dommages importants aux bâtiments en cas d’alternance de périodes de sécheresse et de pluie. 98,5 % de la superficie communale est en aléa moyen ou fort (94,5 % au niveau départemental et 48,5 % au niveau national). Sur les 207 bâtiments dénombrés sur la commune en 2019, 205 sont en aléa moyen ou fort, soit 99 %, à comparer aux 93 % au niveau départemental et 54 % au niveau national. Une cartographie de l'exposition du territoire national au retrait gonflement des sols argileux est disponible sur le site du BRGM,.
Par ailleurs, afin de mieux appréhender le risque d’affaissement de terrain, l'inventaire national des cavités souterraines permet de localiser celles situées sur la commune.
La commune a été reconnue en état de catastrophe naturelle au titre des dommages causés par les inondations et coulées de boue survenues en 1999, 2009 et 2018. Concernant les mouvements de terrains, la commune a été reconnue en état de catastrophe naturelle au titre des dommages causés par la sécheresse en 1989 et 2003 et par des mouvements de terrain en 1999.

## Histoire
L'existence de Fourcès est mentionnée dans une charte de 1068. Cette place forte est alors une des seigneuries les plus importantes de Gascogne. Elle fut très disputée par la France et l'Angleterre jusqu'au XVe siècle.

## Politique et administration

### Liste des maires
| Période                                  | Période   | Identité        | Étiquette | Qualité         |
| ---------------------------------------- | --------- | --------------- | --------- | --------------- |
| mars 1983                                | mars 2001 | Pierre Esquerré | PCF       |                 |
| mars 2001                                | en cours  | Daniel Bellot   | DVD       | Agent technique |
| Les données manquantes sont à compléter. |           |                 |           |                 |

## Population et société

### Démographie
| 1793  | 1800  | 1806  | 1821  | 1831  | 1841  | 1846  | 1851  | 1856  |
| ----- | ----- | ----- | ----- | ----- | ----- | ----- | ----- | ----- |
| 1 064 | 1 029 | 1 045 | 1 013 | 1 102 | 1 026 | 1 033 | 1 006 | 1 015 |

| 1861 | 1866 | 1872 | 1876 | 1881 | 1886 | 1891 | 1896 | 1901 |
| ---- | ---- | ---- | ---- | ---- | ---- | ---- | ---- | ---- |
| 980  | 950  | 932  | 895  | 860  | 847  | 775  | 721  | 721  |

| 1906 | 1911 | 1921 | 1926 | 1931 | 1936 | 1946 | 1954 | 1962 |
| ---- | ---- | ---- | ---- | ---- | ---- | ---- | ---- | ---- |
| 662  | 648  | 566  | 655  | 636  | 613  | 601  | 608  | 532  |

| 1968 | 1975 | 1982 | 1990 | 1999 | 2005 | 2006 | 2010 | 2015 |
| ---- | ---- | ---- | ---- | ---- | ---- | ---- | ---- | ---- |
| 468  | 372  | 356  | 324  | 277  | 295  | 298  | 279  | 269  |

| 2020 | 2022 | - | - | - | - | - | - | - |
| ---- | ---- | - | - | - | - | - | - | - |
| 262  | 261  | - | - | - | - | - | - | - |

### Manifestations culturelles et festivités

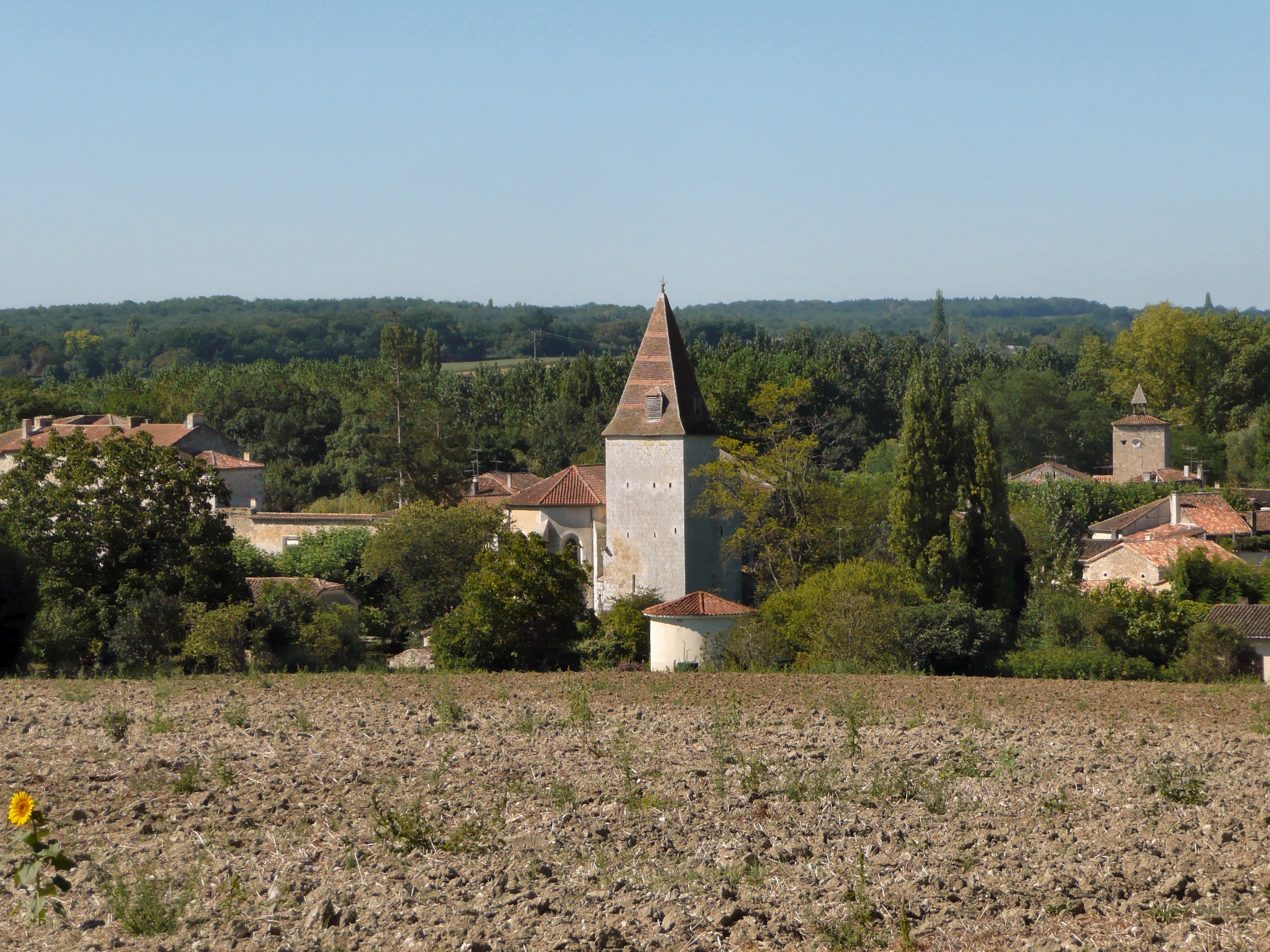
Vue de Fourcès
depuis la route de Heux.

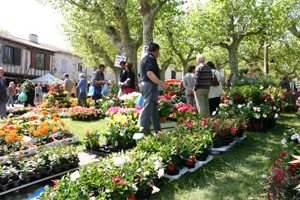
Marché aux fleurs.

- un marché des livres anciens le 3e dimanche du mois de juillet ;
- un marché nocturne le 3e jeudi de juillet et le 3e week-end d'août ;
- des concerts de jazz en partenariat avec le Jazz in Marciac ;
- un exceptionnel marché aux fleurs le dernier week-end d'avril ;
- des brocantes les deuxième dimanche des mois de mai, juin, juillet, août.

## Économie

### Revenus
En 2018  (données Insee publiées en septembre 2021), la commune compte 128 ménages fiscaux, regroupant 242 personnes. La médiane du revenu disponible par unité de consommation est de 18 930 € (20 820 € dans le département).

### Emploi
|                | 2008  | 2013  | 2018   |
| -------------- | ----- | ----- | ------ |
| Commune        | 5,8 % | 6,5 % | 11,6 % |
| Département    | 6,1 % | 7,5 % | 8,2 %  |
| France entière | 8,3 % | 10 %  | 10 %   |

En 2018, la population âgée de 15 à 64 ans s'élève à 121 personnes, parmi lesquelles on compte 73,6 % d'actifs (62 % ayant un emploi et 11,6 % de chômeurs) et 26,4 % d'inactifs,. En  2018, le taux de chômage communal (au sens du recensement) des 15-64 ans est supérieur à celui du département et de la France, alors qu'en 2008 la situation était inverse.
La commune fait partie de la couronne de l'aire d'attraction de Condom, du fait qu'au moins 15 % des actifs travaillent dans le pôle,. Elle compte 84 emplois en 2018, contre 91 en 2013 et 90 en 2008. Le nombre d'actifs ayant un emploi résidant dans la commune est de 84, soit un indicateur de concentration d'emploi de 100,6 % et un taux d'activité parmi les 15 ans ou plus de 40,5 %.
Sur ces 84 actifs de 15 ans ou plus ayant un emploi, 41 travaillent dans la commune, soit 49 % des habitants. Pour se rendre au travail, 67,9 % des habitants utilisent un véhicule personnel ou de fonction à quatre roues, 3,6 % les transports en commun, 7,1 % s'y rendent en deux-roues, à vélo ou à pied et 21,4 % n'ont pas besoin de transport (travail au domicile).

### Activités hors agriculture

#### Secteurs d'activités
25 établissements sont implantés  à Fourcès au 31 décembre 2019. Le tableau ci-dessous en détaille le nombre par secteur d'activité et compare les ratios avec ceux du département,.
Le secteur du commerce de gros et de détail, des transports, de l'hébergement et de la restauration est prépondérant sur la commune puisqu'il représente 44 % du nombre total d'établissements de la commune (11 sur les 25 entreprises implantées  à Fourcès), contre 27,7 % au niveau départemental.

#### Entreprises et commerces
L'entreprise ayant son siège social sur le territoire communal qui génère le plus de chiffre d'affaires en 2020 est : 
- Eurofins Mitox Fopse, analyses, essais et inspections techniques (4 520 k€)

### Agriculture
La commune est dans le Ténarèze, une petite région agricole occupant le centre du département du Gers, faisant transition entre lʼAstarac “pyrénéen”, dont elle est originaire et dont elle prolonge et atténue le modelé, et la Gascogne garonnaise dont elle annonce le paysage. En 2020, l'orientation technico-économique de l'agriculture  sur la commune est la polyculture et/ou le polyélevage.
|               | 1988  | 2000  | 2010  | 2020  |
| ------------- | ----- | ----- | ----- | ----- |
| Exploitations | 54    | 39    | 31    | 32    |
| SAU (ha)      | 1 784 | 1 772 | 1 718 | 1 782 |

Le nombre d'exploitations agricoles en activité et ayant leur siège dans la commune est passé de 54 lors du recensement agricole de 1988  à 39 en 2000 puis à 31 en 2010 et enfin à 32 en 2020, soit une baisse de 41 % en 32 ans. Le même mouvement est observé à l'échelle du département qui a perdu pendant cette période 51 % de ses exploitations,. La surface agricole utilisée sur la commune a également diminué, passant de 1 784 ha en 1988 à 1 782 ha en 2020. Parallèlement la surface agricole utilisée moyenne par exploitation a augmenté, passant de 33 à 56 ha.

## Culture locale et patrimoine

### Lieux et monuments

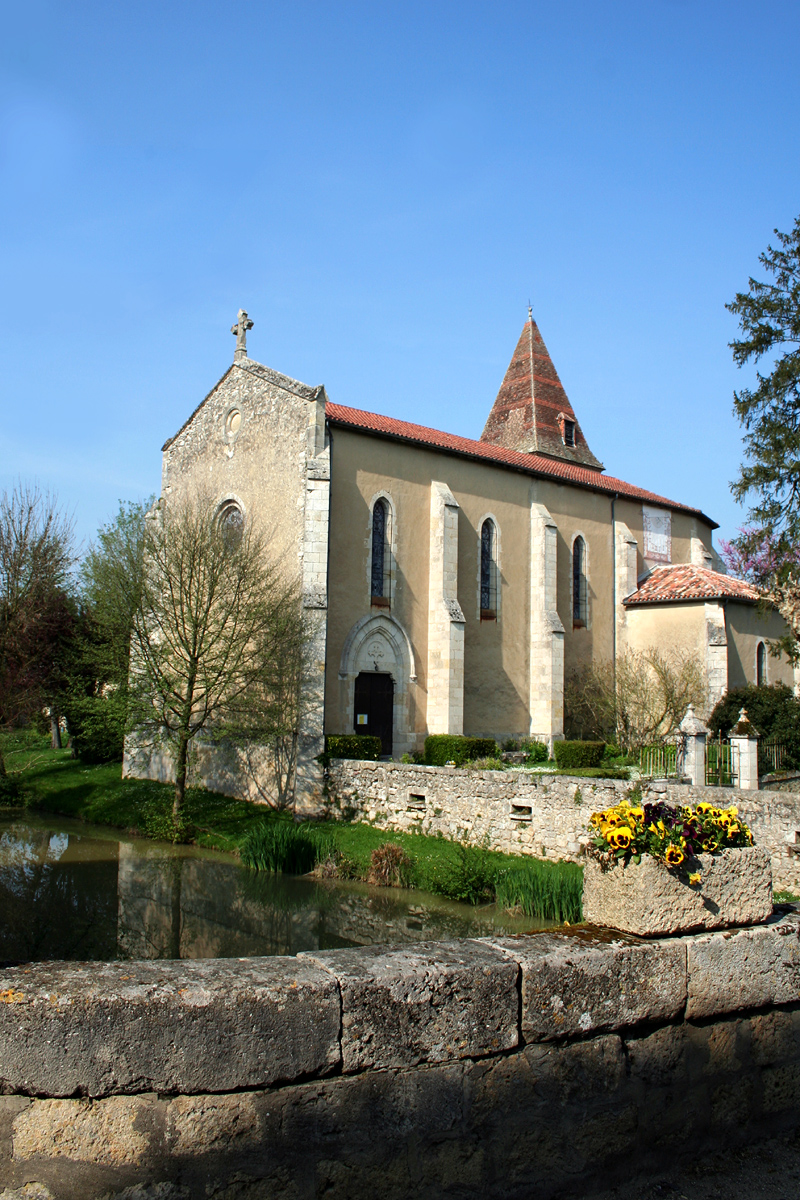
Église Saint-Laurent.

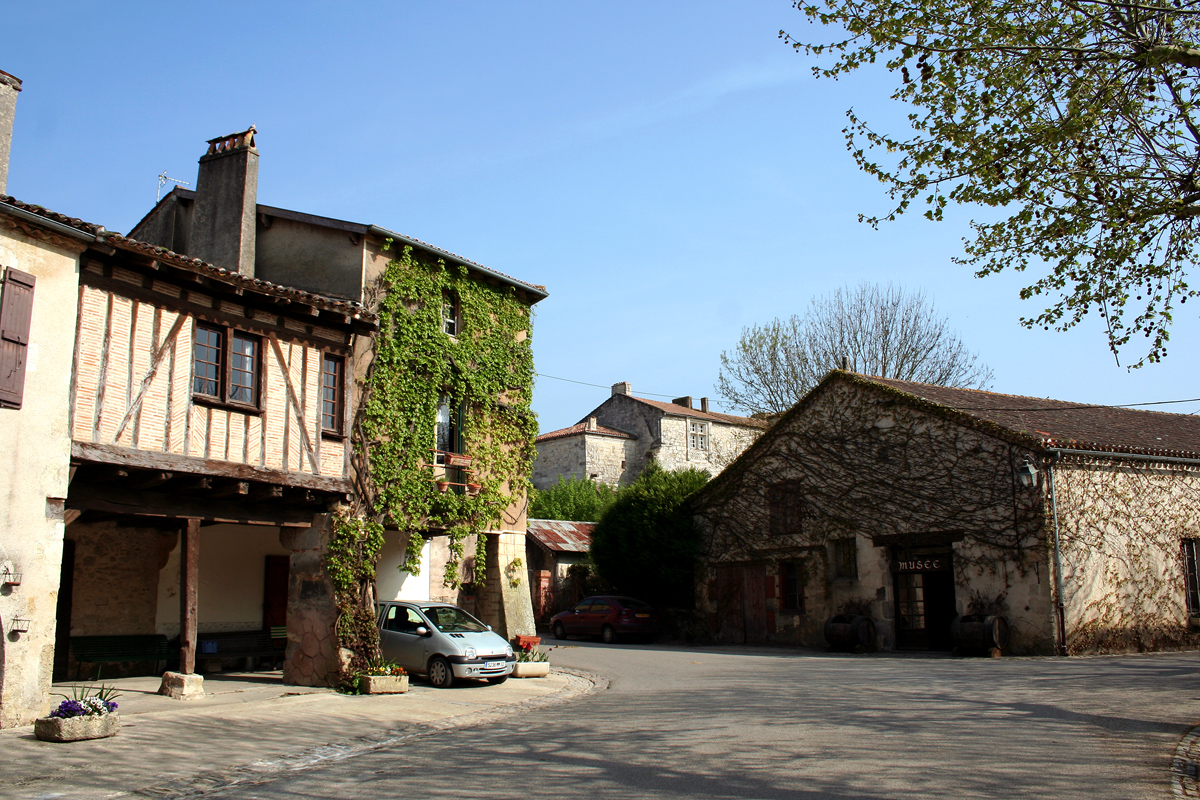
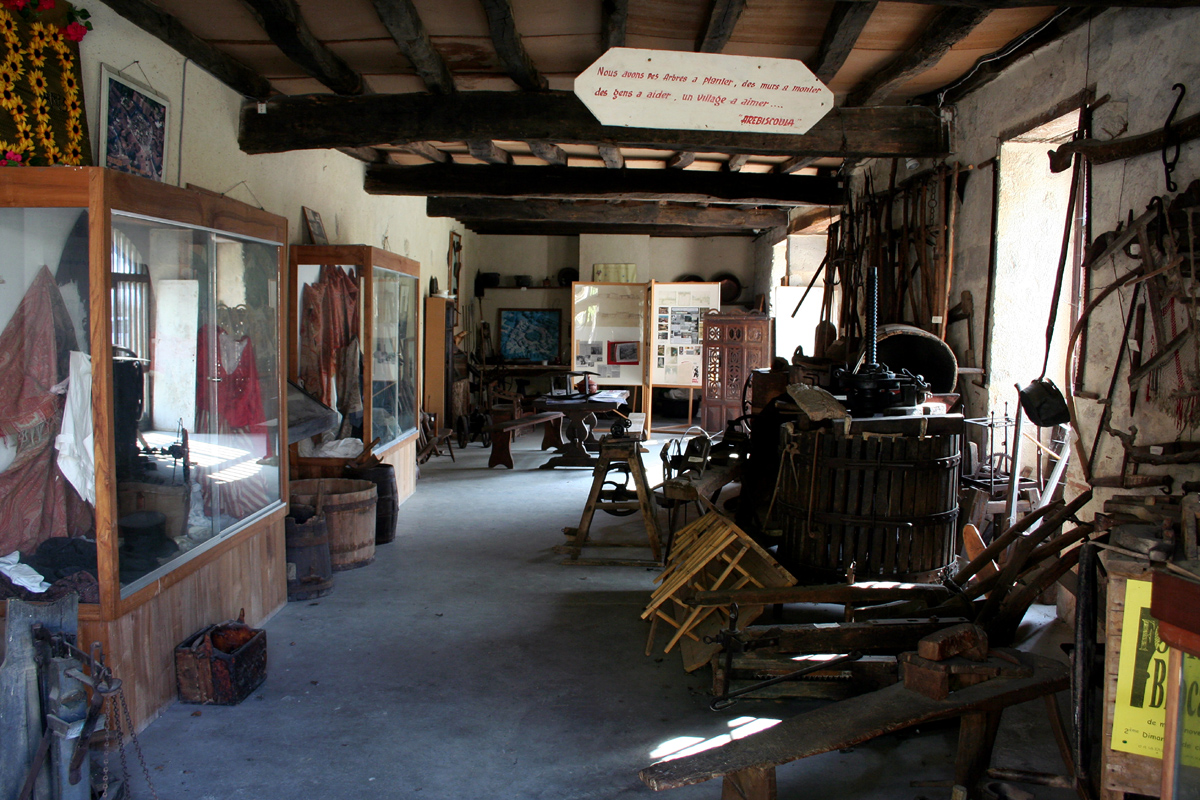

- Fourcès est homologué comme un des plus beaux villages de France.
- La tour de l'Horloge (XIIIe siècle), monument classé.
- Le château (XVe siècle) se situe le long de l'Auzoue. Les deux ailes du château, incomplètes, se rejoignent sur une tour ronde de même hauteur. L'édifice a conservé sa haute façade extérieure ornée de fenêtres à meneaux et son escalier aux larges volutes dallées. Aujourd'hui, le château est un hôtel-restaurant.
- Le pont d'entrée (XVe siècle).
- L'église Saint-Laurent de Fourcès. Moyen Âge, partiellement refaite à la fin du XIXe siècle.
- L'église Sainte-Quitterie de Laspeyres. Datant vraisemblablement de la période pré-romane.
- La place ronde correspond vraisemblablement à une ancienne motte castrale arasée. Les rues partent de ce cercle vers l'extérieur. Les maisons sur la place possèdent des arcades, des couverts et des colombages.

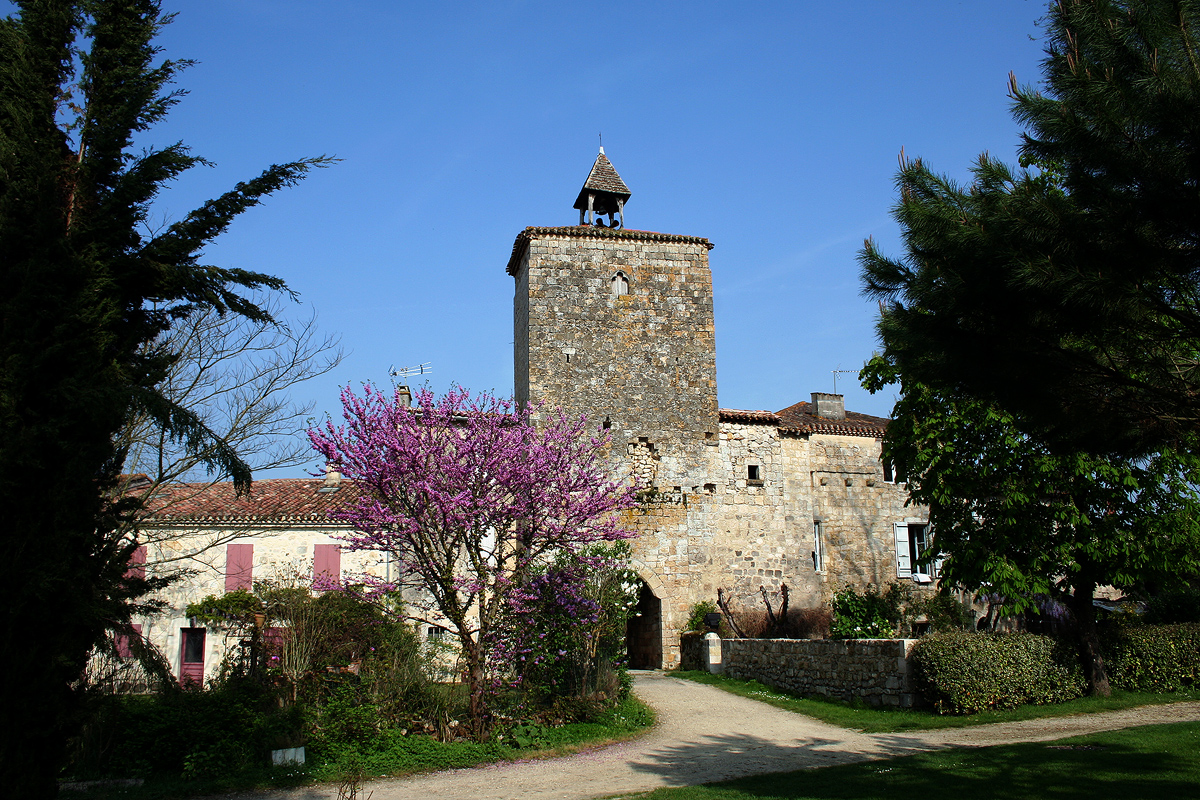
Pont d'entrée et tour de l'Horloge.
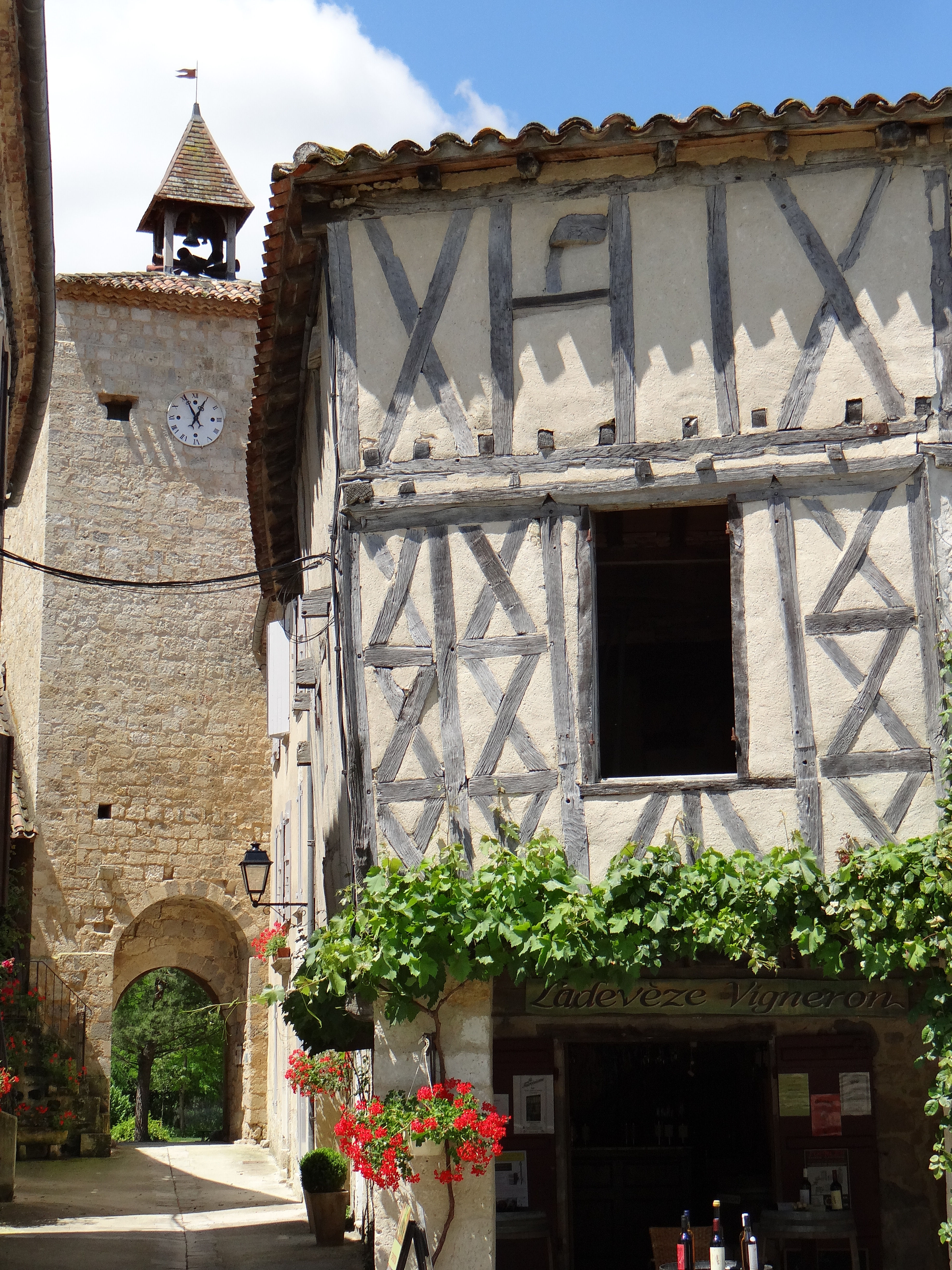
Tour de l'Horloge.
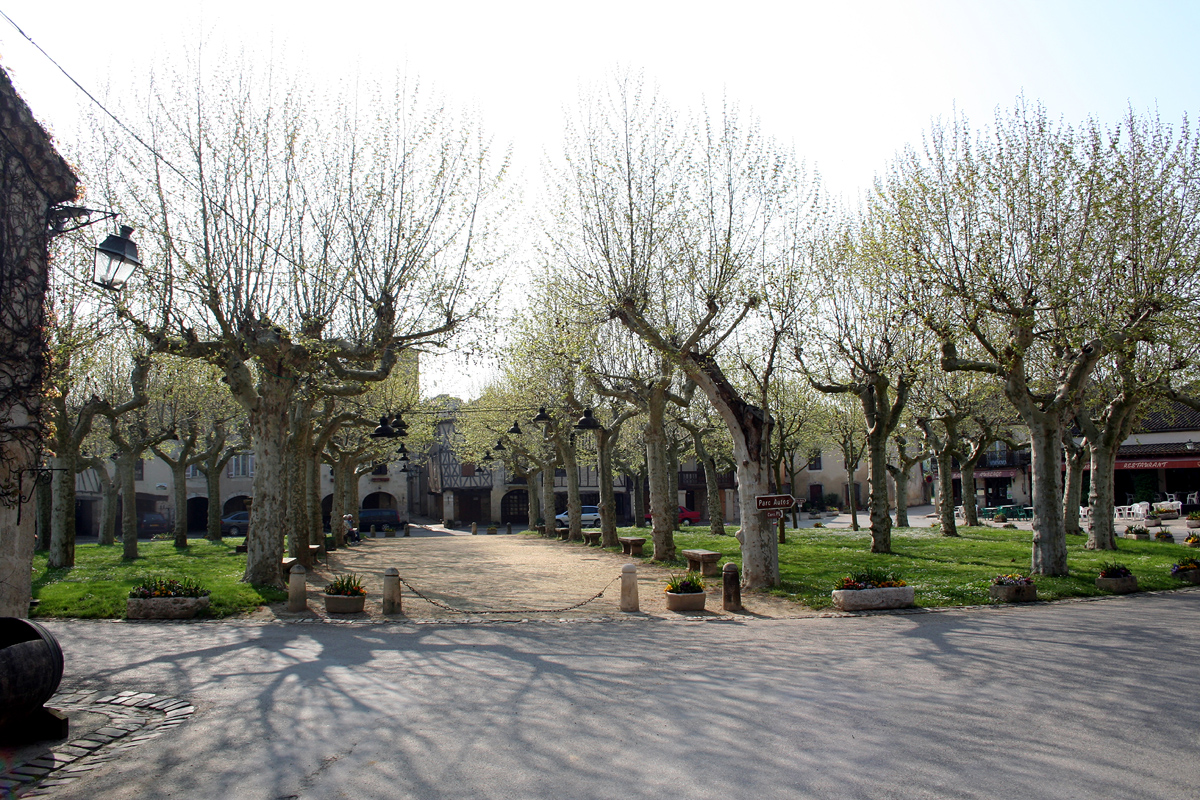
La place ronde.
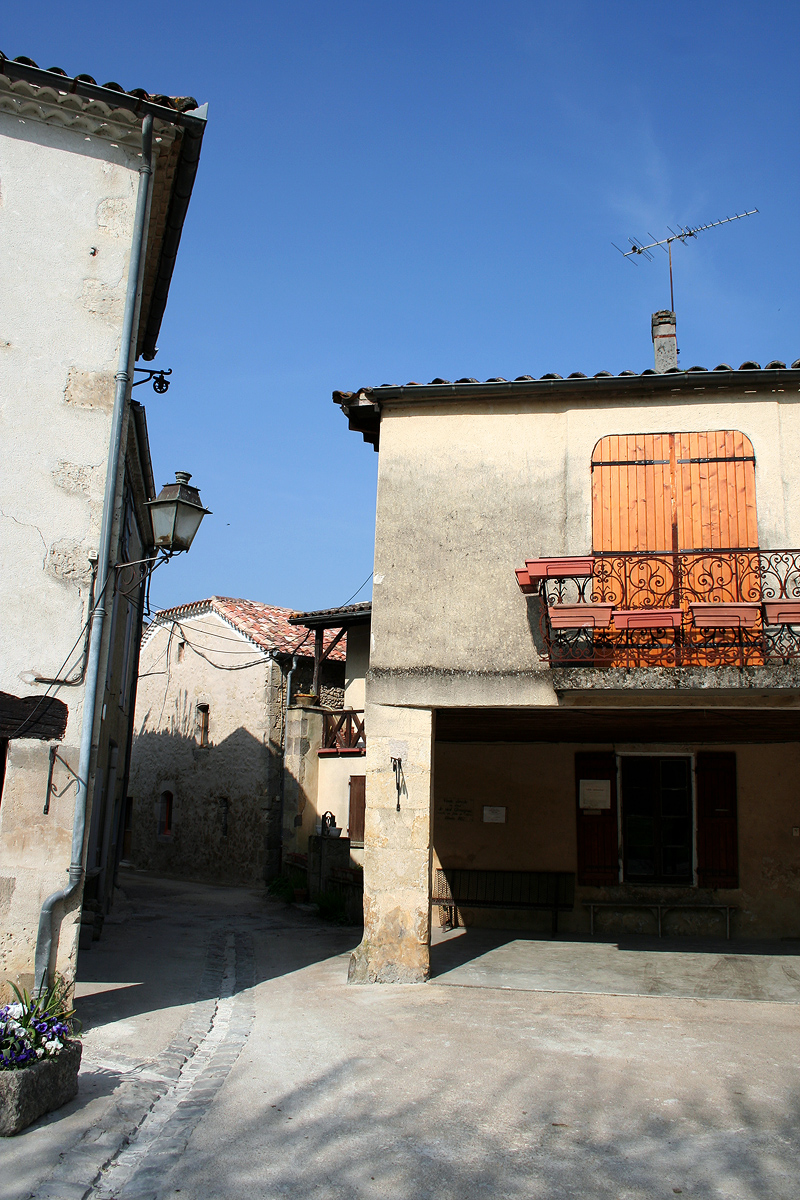
Les rues étroites.
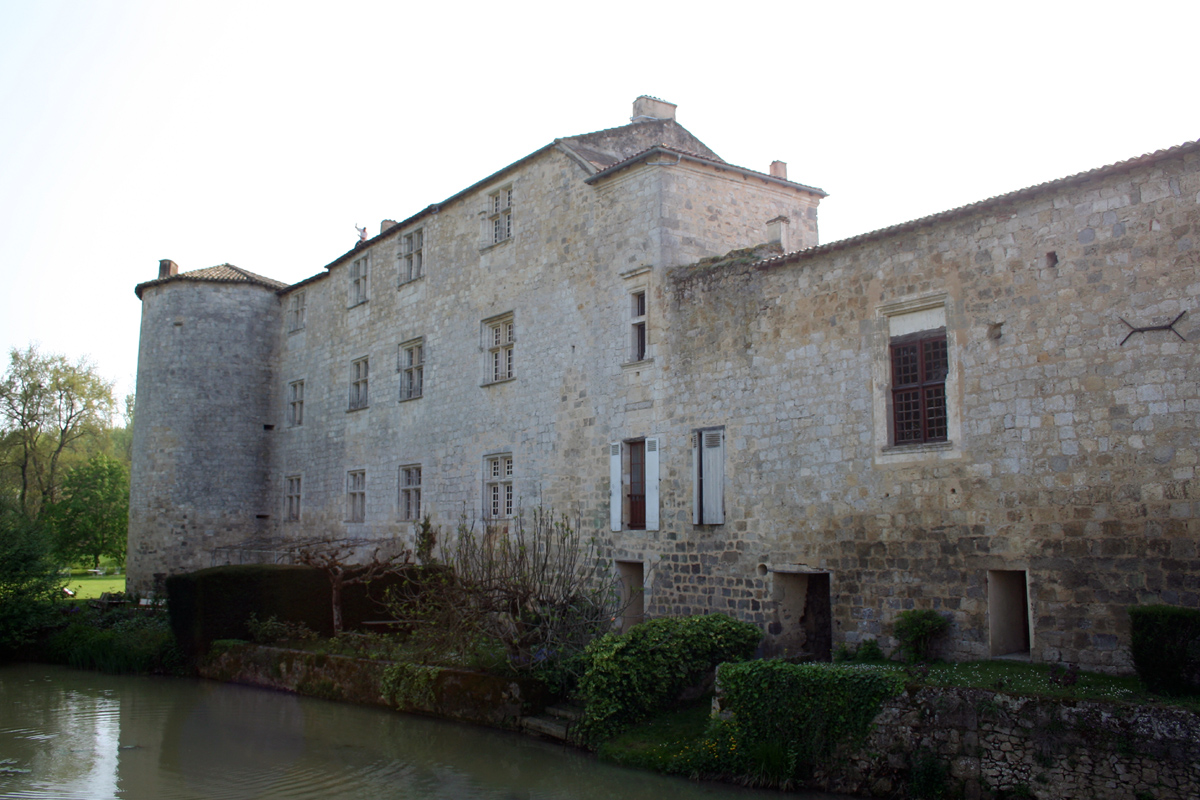
Le château.

- Le musée.

### Personnalités liées à la commune
- Michel Cardoze (1942-) : animateur de télévision, impliqué dans la vie locale.

### Héraldique
| Blason | Blasonnement : Écartelé : au premier et au quatrième d'or au lion de gueules, au deuxième et au troisième d'argent au corbeau de sable, becqué et membré de gueules. |